# Publio Autronio Peto
Publio Autronio Peto  (latino Publius Autronius Paetus; fl. I secolo a.C.) è stato un politico romano vissuto nell'ultimo periodo della Repubblica, coinvolto nella prima congiura di Lucio Sergio Catilina (66 a.C.).

## Biografia
Si candidò e fu eletto alle elezioni consolari per l'anno 65 a.C. assieme a Publio Cornelio Silla, nipote di Lucio Cornelio Silla, ma prima che avesse inizio il loro mandato furono accusati di brogli elettorali da Lucio Aurelio Cotta e Lucio Manlio Torquato. Riconosciuti colpevoli, la loro elezione fu invalidata e furono eletti consoli al loro posto i due subito dietro in base ai voti. Autronio tentò dunque una cospirazione assieme a Catilina per eliminare i nuovi consoli (66 a.C.), ma il piano fallì per errore di Catilina, che diede il segnale di intervenire ai congiurati prima che fossero tutti riuniti.
Autronio fu implicato nel fallito tentativo di Catilina; dopo che il suo vecchio amico Marco Tullio Cicerone si rifiutò di difenderlo, fu processato e mandato in esilio in Epiro. Quando fu esiliato lo stesso Cicerone nel 58 a.C., egli temeva che Autronio potesse tentare di ucciderlo.